# Franky Dekenne
Franky Dekenne (7 juli 1960) is een Belgische voetbalcoach en voormalig voetballer.

## Club
Franky Dekenne debuteerde in 1979 bij KSV Waregem. Als libero groeide hij uit tot een vaste waarde in het elftal. Hij maakte gedurende de jaren 1980 de succesperiode onder trainer Urbain Haesaert mee. In 1988 vertrok hij naar R. Antwerp FC. Met toenmalig Antwerptrainer Georg Kessler speelde hij alle wedstrijden. Ook toen een seizoen later Dimitri Davidović het roer overnam speelde hij alle wedstrijden tot hij met een kruisbandletsel werd afgevoerd en zes maanden buiten strijd was. Na twee seizoenen Antwerp keerde hij terug naar Waregem.
In Waregem stond ondertussen René Verheyen aan het hoofd van het team. Dekenne eiste met al zijn ervaring en geschiedenis bij de club een plaats op in het elftal als aanvoerder. Ook toen Waregem in 1994 naar de Tweede Klasse degradeerde, bleef Dekenne zijn club trouw en scoorde in dat seizoen vijf doelpunten waardoor Waregem terug naar eerste promoveerde. In december 1995 vertrok voor de tweede, en laatste, keer uit Waregem. Dekenne voetbalde vervolgens nog enkele maanden voor het KVC Westerlo van trainer Erwin Vandenbergh. In 1996 zette hij een punt achter zijn loopbaan als speler. Dekenne heeft in zijn carrière vierhonderddertig wedstrijden in de Eerste Klasse afgewerkt en een twintigtal Europese wedstrijden waaronder de gewonnen wedstrijd tegen AC Milan.
Hij werd drie keer geselecteerd voor de Rode Duivels.

## Trainer
In 1996 werd hij speler-trainer bij KVC Westerlo. Hij was de vervanger van zijn gewezen coach Erwin Vandenbergh. Hij haalde 15 op 15 en de ploeg redde zich daar mee in tweede klasse. Jos Heyligen werd zijn opvolger. Vervolgens werd Dekenne trainer voor Torhout 1992 KM. Bij die club haalde hij zijn eerste titel als trainer. Daarna promoveerde hij ook met SV Wevelgem City en tweemaal met Racing Waregem: van de vierde naar de derde afdeling, en twee seizoenen later bracht hij de ploeg naar de tweede afdeling.
In 1996 stopte hij definitief met voetballen en werd in 1997 trainer van KM Torhout. Een jaar later promoveerde hij met de club van de vierde naar de derde klasse. In 2000 ruilde hij KM Torhout in voor, het inmiddels verdwenen, Eendracht Hekelgem. Onder leiding van Dekenne kon de pas gepromoveerde ploeg zich in Tweede Klasse handhaven. Nadien coachte hij ook nog KV Kortrijk, FCV Dender EH en KMSK Deinze. Vanaf het seizoen 2012-2013 ging hij aan de slag bij KSK Maldegem. Daar nam hij begin september ontslag. Enkele dagen later tekende hij een contract bij KFC Izegem, waar hij drie seizoenen zou blijven. Tussen oktober 2015 en maart 2016 was hij trainer bij OMS Ingelmunster. In december 2017 volgde hij Francky Cieters op als trainer van SV Anzegem. Hij bleef in Anzegem aan de slag tot het einde van het seizoen 2019-2020 en leidde Anzegem van tweede provinciale naar derde amateurklasse.